# Права ЛГБТ в КНДР
В КНДР представители сексуальных и гендерных меньшинств, включая лесбиянок, геев, бисексуалов, трансгендерных лиц и квир-персон, могут сталкиваться с проблемами, обусловленными их сексуальной ориентацией или гендерной идентичностью. Несмотря на отсутствие прямых законодательных запретов на гомосексуальность, зафиксированы случаи криминализации и применения смертной казни в отношении лиц, подозреваемых в гомосексуальной активности. Вопросы прав и свобод лиц, относящихся к ЛГБТК-сообществу, не регулируются отдельными нормативными актами на территории КНДР.

## Законность однополой сексуальной активности
На текущий момент в законодательстве КНДР отсутствует правовое регулирование вопросов, связанных с гомосексуальностью и трансгендерностью. По информации Государственного департамента США, в национальном законодательстве Северной Кореи отсутствуют нормы, направленные на защиту от дискриминации по признаку сексуальной ориентации или гендерной идентичности; указанные категории не предусмотрены в правовом поле. На 2025 год в законодательстве КНДР не предусмотрены механизмы признания однополых браков, гражданских союзов или иных форм. Кроме того, статья 8 Закона о семье КНДР устанавливает, что «брак может быть заключен исключительно между одним мужчиной и одной женщиной».
Уголовный кодекс 1950 года (с поправками 2009 года) не содержит прямых норм, криминализирующих однополую сексуальную активность. Тем не менее, статьи 193 и 262 модифицированного Уголовного кодекса предусматривают запрет на создание, распространение и хранение материалов, относящихся к «декадентской» культуре и средствам массовой информации сексуального содержания. Также эти статьи запрещают участие в действиях, которые могут быть квалифицированы как «непристойные»:156. 
В 2011 году южнокорейская газета The Korea Times опубликовала информацию о том, что в КНДР была проведена казнь двух женщин: гражданки КНДР и гражданки Японии. Согласно опубликованным данным, основанием для применения высшей меры наказания послужило то, что указанные лица находились под влиянием капиталистических идей и, как утверждается, оказывали негативное воздействие на общественную мораль. В качестве источника информации в статье было указано радио Free North Korea Radio, которое функционирует как проект некоммерческой организации «Defense Forum Foundation», финансируемой правительством США.
По информации Государственного департамента США, в 2014 году государственное информационное агентство КНДР, Центральное телеграфное агентство Кореи, официально заявило об отсутствии однополой сексуальной активности в стране.
Конституция Корейской Народно-Демократической Республики, последняя редакция которой была принята в 2019 году, не содержит положений, прямо касающихся вопросов дискриминации на основании сексуальной ориентации или гендерной идентичности.
В 2023 году Министерство объединения Республики Корея опубликовало детальный отчет объемом 584 страницы под названием «Отчет о правах человека в КНДР». Согласно данным, представленным в отчете, на основании свидетельских показаний лиц, перебежавших из КНДР, было установлено, что по крайней мере один заключенный мужского пола, содержавшийся в лагере для военнопленных, был тайно казнен в 2014 году за предполагаемую гомосексуальную ориентацию.

## Военная служба
Согласно законодательству КНДР, все военнослужащие призывного возраста обязаны соблюдать целибат в течение первых десяти лет военной службы, независимо от их сексуальной ориентации и гендерной идентичности. По информации, полученной из различных источников, мужчины-солдаты систематически нарушают данное положение, вступая в случайные сексуальные связи как гетеросексуального, так и гомосексуального характера. При этом гомосексуальные контакты рассматриваются как ситуативное поведение, не связанное с устойчивой сексуальной ориентацией. Перебежчики из КНДР сообщают, что в условиях сурового климата горных районов, где отсутствуют возможности для установления интимных отношений с женщинами, случаи сексуальной близости между военнослужащими становятся особенно распространёнными. Брэдли Мартин, автор исследований по данной теме, отмечает, что хотя формально подобные действия не запрещены, они могут повлечь за собой серьёзные дисциплинарные меры, вплоть до применения высшей меры наказания.

## Усыновление и планирование семьи
Согласно отчету Государственного департамента США за 2020 год, в Северной Корее однополые пары лишены возможности официального усыновления детей.

## Политика и пропаганда
В 2008 и 2011 годах КНДР выступила против принятия резолюций Генеральной Ассамблеи ООН, осуждающих насилие и дискриминацию по признаку сексуальной ориентации и гендерной идентичности. Причины такого противодействия остаются неясными.
В своём исследовании, посвящённом анализу внутренней пропаганды в КНДР, Б. Р. Майерс охарактеризовал официальное отношение северокорейского руководства к гомосексуализму как проявление «западного» декаданса. Для иллюстрации этой точки зрения Майерс использовал отрывок из рассказа «Снежная буря в Пхеньяне» (кор. 평양의 눈보라, Pyongyang ui nunbora), опубликованного в 2000 году в северокорейском литературном журнале «Чосон Мунхак». В этом произведении описывается ситуация, в которой члены экипажа американского авианосца «Пуэбло», захваченные северокорейскими властями, просят своих похитителей разрешить им вступить в однополые отношения. Данный сюжет, по мнению Майерса, служит иллюстрацией того, как в КНДР противопоставляют «честное» местное поведение «декадентскому» иностранному.
«Капитан, сэр, гомосексуальность — это то, как я реализую себя как личность. Поскольку это не причиняет вреда вашему уважаемому правительству или уважаемой нации, несправедливо, что мне и Джонатану мешают делать то, что является частью нашей личной жизни».

[Северокорейский солдат отвечает]: «Это территория нашей республики, где люди живут, как подобает людям. На этой земле не будет допущено ничего подобного».«Снежная буря в Пхеньяне», 2000 год
В 2014 году, после публикации доклада Совета ООН по правам человека о ситуации с правами человека в КНДР, содержащего рекомендации о передаче дела в Международный уголовный суд, государственные СМИ КНДР, включая Центральное телеграфное агентство Кореи (KCNA), подразделение Департамента пропаганды и агитации, отреагировали статьей, содержащей гомофобные высказывания в адрес автора доклада, Майкла Кирби, известного своей открытостью в вопросах гомосексуальности. Статья KCNA продолжила линию нападок на Кирби и институт однополых браков:
... он отвратительный старый развратник с 40-летней карьерой гомосексуалиста. Сейчас ему больше семидесяти, но он всё ещё хочет жениться на своём партнёре-гомосексуалисте. 

В КНДР, которая гордится здоровым менталитетом и хорошими нравами, такая практика недопустима, и гомосексуализм стал объектом публичной критики даже в западных странах. На самом деле, нелепо, что такой гей (sic) спонсирует решение проблемы прав человека других людей.— Центральное телеграфное агентство Кореи, 2014 год
Б. Р. Майерс, автор книги «Чистейшая раса» и признанный специалист по анализу северокорейской пропаганды, охарактеризовал гомофобную атаку КНДР на Кирби как устоявшуюся модель разжигания враждебности по отношению к представителям ЛГБТК+-сообщества:
Гомосексуальность часто изображается как форма империалистического унижения.— Б. Р. Майерс, 2014 год

## Культура
Согласно свидетельствам перебежчиков, значительная часть населения КНДР не осведомлена о концепции сексуальной ориентации. Большинство перебежчиков, прибыв в Южную Корею, впервые узнали о существовании идей гомосексуализма, бисексуальности и трансгендерной идентичности. Чан Ёнджин, единственный известный северокорейский перебежчик, открыто идентифицирующий себя как гей, столкнулся с дискриминацией в Южной Корее, которая, несмотря на прогрессивные тенденции, остаётся страной с консервативными взглядами на права ЛГБТК-сообщества.
Чан отметил, что, хотя однополая привязанность действительно присутствует в северокорейском обществе, её отсутствие влечения к противоположному полу рассматривается как патология. Также сообщается о случаях открытого кроссдрессинга, который, хотя и считается необычным, не является противозаконным.